# Patrik Lörtscher
Patrik Lörtscher (19 de marzo de 1960) es un deportista suizo que compitió en curling.
Participó en los Juegos Olímpicos de Nagano 1998, obteniendo una medalla de oro en la prueba masculina.
Ganó seis medallas en el Campeonato Mundial de Curling entre los años 1980 y 1999, y tres medallas en el Campeonato Europeo de Curling entre los años 1978 y 1982.

## Palmarés internacional
| Juegos Olímpicos   | Juegos Olímpicos             | Juegos Olímpicos  | Juegos Olímpicos |
| Año                | Lugar                        | Medalla           | Prueba           |
| ------------------ | ---------------------------- | ----------------- | ---------------- |
| 1998               | Nagano (Japón)               | Medalla de oro    | Equipo           |
| Campeonato Mundial |                              |                   |                  |
| Año                | Lugar                        | Medalla           | Prueba           |
| 1980               | Moncton (Canadá)             | Medalla de plata  | Equipo           |
| 1981               | London (Canadá)              | Medalla de oro    | Equipo           |
| 1982               | Garmisch-Partenkirchen (RFA) | Medalla de plata  | Equipo           |
| 1989               | Milwaukee (Estados Unidos)   | Medalla de plata  | Equipo           |
| 1996               | Hamilton (Canadá)            | Medalla de bronce | Equipo           |
| 1999               | Saint John (Canadá)          | Medalla de bronce | Equipo           |
| Campeonato Europeo |                              |                   |                  |
| Año                | Lugar                        | Medalla           | Prueba           |
| 1978               | Aviemore (Reino Unido)       | Medalla de oro    | Equipo           |
| 1981               | Grindelwald (Suiza)          | Medalla de oro    | Equipo           |
| 1982               | Kirkcaldy (Reino Unido)      | Medalla de bronce | Equipo           |